# Pierre Teilhard de Chardin
Pierre Teilhard de Chardin SJ (kiejtése kb. „Pjer Tejár dö Sárden”) (Orcines, Puy-de-Dôme, 1881. május 1. – New York, 1955. április 10.) a tudományos gondolkodás és a vallásos lelkiség egymásrautaltságát hirdető francia jezsuita teológus, filozófus és paleontológus. Panteista teológiát fejlesztett ki, a tudomány és a kereszténység elemeit társította.
Felfogásában az evolúció az anyag, az élet, a gondolat és a felsőbbrendű élet fázisait felölelő célirányos folyamat, mely Jézus Krisztustól ered és benne éri el célját. Az emberi jelenség című művében bemutatja, hogy a külsőleg a természeti törvényekre visszavezethető fejlődés, belső lényegét tekintve a Teremtővel való egységre törekvés. Szerinte a fejlődéshez többletenergia szükséges, de ez a többletenergia nem származhat magából az anyagi világból. A rendezettség növekedése egyrészt az azonos rendű részecskék, elemek egymáshoz kapcsolódását jelenti, másrészt ez az egymáshoz kapcsolódás egy összetettebb és központosultabb állapotot eredményez. A kétféle mozgásban a tangenciális (fizikai) energiára és radiális (pszichés) energiára ágazó szellemi energia nyilvánul meg.

## Élete
Votisky Éva Teilhard de Chardin életrajza megjelent a Teilhard önmagáról kötetben és ennek alapján készült a Magyar katolikus lexikon Teilhard de Chardin szócikke is. Az alábbi összefoglaló ennek felhasználásával készült.

### Ifjúkor, tanulmányok, jezsuita képzés (1881–1913)
Pierre Teilhard de Chardin 1899-ben Aix-en-Provence-ban lépett be a jezsuita rendbe. 1902-ben a jezsuitákat száműzték Franciaországból, a rendi képzés központja Jersey szigete (Csatorna-szigetek) lett. 1905–1908-ban Kairóban tanított fizikát és kémiát. 1908 és 1912 között a Canterbury közelében lévő Hastings feletti dombra épült „Ore Place”-ban folytatta tanulmányait. 1911-ben szentelték pappá. Hastingsi tanulmányai és a kövületekben gazdag vidéken tett barangolásai során vált sorsdöntővé számára a paleontológia. Teilhardra nagy hatással volt Henri Bergson akkoriban megjelent A teremtő fejlődés (L’Évolution créatrice) című könyve, amely túllépett a fejlődéselmélet és teremtéstan egymást kizáró szembeállításán. 1912-ben Párizsban folytatta paleontológiai és őstörténeti tanulmányait. Tanulmányai befejeztével, 1913-ban Henri Breuil (1877–1961) abbéval, az „őstörténet pápájával” és Hugo Obermaier (1877–1946) madridi egyetemi tanárral megtekintette a Santander melletti nevezetes Altamira-barlangot, és részt vett az észak-spanyolországi ásatásokban. Azt remélte, hogy akadémiai tanulmányai alapján a paleontológia doktorává avatják, de ekkor kitört az I. világháború.

### Az első világháború, a tanulmányok befejezése (1914–1923)
1914. végén behívták a hadseregbe, 1915 májusától a háború végéig őrvezetőként szolgált. Sokszor naphosszat feküdt a sárban, bombatölcsérekben, pergőtűz belövései közben vitte a lövészárkokból a sebesülteket a kötözőhelyre, próbált a haldoklóknak papként vigaszt nyújtani, temette a halottakat. Míg mások a kimerültségtől teljesen tönkrementek, vagy az állatias lét határán a lövészárok fedezékében magukról is lemondtak, addig Teilhardban egyre erősebben élt a szellem. 1916 és 1919 között 20 esszét írt a vallásos élet és szemlélet központi kérdéseiről, sokszor a legnehezebb körülmények között (1916 májusától 1917 januárjáig Verdunnél szolgált). 1917 januárjában fölmentették az egészségügyi szolgálatból, és az ezred rendkívüli lelkipásztorának nevezték ki. Ünnepélyes fogadalmait 1918 májusában tette le, rövid szabadsága alatt.
Teilhard 1919 márciusában szerelt le. A Sorbonne előadásait látogatta és a párizsi Természettudományi Múzeumban dolgozott. Gyors egymásutánban szerezte meg bizonyítványait: 1919-ben földtanból, majd növénytanból, 1920-ban állattanból. Ezrede kérelmére 1921-ben megkapta a francia Becsületrend kitüntetést. Már tanulmányai idején a geológia tanáraként tevékenykedett a párizsi Katolikus Egyetemen. 1922-ben a természettudományok doktorává avatták.

### Paleontológiai expedíciók Ázsiában (1923–1924)
1923-ban a Természettudományi Múzeum megbízásából és egy rendtársa – Emile Licent SJ (1876-1952) – meghívására elindult első kutatóútjára Kínába. A két jezsuita tudós 1923-ban az Ordoszba (a Sárga-folyó nagy kanyarja által határolt terület), a következő évben pedig Kelet-Mongóliába ment több hónapos expedícióra.

### Párizsi intermezzo (1924–1926)
1924 végén visszatért Párizsba, és folytatta oktató munkáját a Katolikus Egyetemen. 1926 elején azonban Az egyetemes Krisztus-ról tartott beszéde, az áteredő bűnről és a gonosz lélekről szóló egyházi tanítás átértelmezése miatt elöljárói fegyelmi úton minden tanítási tevékenységtől eltiltották. A természettudomány területére kellett visszavonulnia, ami számára fájdalmas, de engedelmesen elfogadott száműzetés volt.

### Újra Kínában (1926–1927)
1926-ban Teilhard másodszor is Kínába utazott. 1926/27 telén Tiencsinben kezdte írni lelkiségi könyvét: Az isteni miliőt. A kézirat 30 évig feküdt kiadatlanul. Teilhard 1927 februárjától a Carnegie Alapítvány megbízottjaként dolgozott tovább, a gerincesek és emberi kövületek paleontológiai kutatásával bízták meg.

### Párizs, Afrika (1927–1928) és Távol-Kelet (1928–1930)
Teilhard 1927 októberétől 1928 októberéig Párizsban tartózkodott, majd harmadszor is Kínába utazott. Közben azonban Dzsibutiban megszakította útját, és egy ismerősével ellátogatott az etiópiai Hararba. Amikor újra Kínába ért, az ottani tudományos közvéleményt éppen a csoukoutieni leletek foglalkoztatták. 1928 decemberében tárták fel a csoukoutieni barlangban azokat a csontmaradványokat, amelyekből később a „Sinanthropus pekinensis”-t, a Pekingi előembert rekonstruálták. Teilhard az első geológusok, ill. paleontológusok közé tartozott, akik felismerték az új lelet jelentőségét. Az ásatásokat élénk érdeklődéssel követte, és több tudományos munkájában is beszámolt a Csoukoutien-beli gerincesek állatvilágáról. A homokos üledékek rétegeinek tisztázásában is lényeges munkát végzett.

### Franciaország, Egyesült Államok és Távol-Kelet (1930–1938)
1930–1931-ben Teilhard előadó körútra indult az Egyesült Államokban, ahol a tudományos körök tárt karokkal fogadták, viszont megdöbbenten tapasztalta, hogy a vallásos réteg különösen konzervatív gondolkozású: a származástanban a puritán amerikai keresztény hívő a materialista monizmus veszélyét sejti. Ez nagy csalódást jelentett Teilhard számára. New Yorkban egy közép-ázsiai expedícióról tárgyalt, melyet a Citroën autógyártó cég szervezett és finanszírozott, az expedíció 1931 áprilisában indult, miután Teilhard a Csendes-óceánon keresztül újra Kínába ért. Az expedíciót homok- és hóviharok, hőség és -33 °C fokos hideg tette próbára. A vállalkozás műszaki értelemben kétségtelenül rekordteljesítmény volt, a tudományos eredmény azonban váratott magára. 1934 tavaszán hirtelen meghalt Davidson Black, a Pekingi Geológiai Szolgálat igazgatója, a csoukoutieni ásatások vezetője. Teilhardot bízták meg átmenetileg ezekkel a feladatokkal. A következő években két dél-kínai kutatóúton vett részt Teilhard.
1935 tavaszán visszautazott Franciaországba, majd ősszel Indiát kereste fel. India kasztrendszere mélyen megdöbbentette, a hindu vallás hétköznapi megnyilvánulásaiban csalódott. Mire újra Pekingbe ért, Észak-Kína egy részét már elfoglalták a japánok és a fővárost Pekingből Nankingba helyezték át. 1937-ben Teihard Philadelphiában részt vett egy paleontológiai kongresszuson, ahol a kínai negyedkorról tartott előadást. Különös megtiszteltetésben részesült, amikor Philadelphia elővárosa, Villanova római katolikus gimnáziuma a Gregor-Mendel emlékérmet adományozta neki. Köszönő beszédében Teilhard gátlástalanul mondta el gondolatait a természetes emberré válásról, az emberi nem fejlődéstörténetéről. Nyilvánvalóan alábecsülte a keresztény körök részéről a fejlődéstannal szemben annak idején Amerikában élő ellenállást. Ugyanakkor a The New York Times egy teljesen félreértett részletes interjút közölt róla. Ezek után nem csoda, hogy, bár a bostoni egyetem díszdoktorrá akarta avatni, erre nem került sor.
Visszatért Franciaországba, majd egy betegségből felépülve a szétszóródott katonáktól és rablóktól körülvett Pekingbe utazott. Itt fogott hozzá élete fő műve, az Emberi jelenség megírásához. A Pekingi Geológiai Szolgálat vezetését közben a német–amerikai tudós, Franz Weidenreich vette át. 1938-ban három helyről is ajánlatot kapott Párizsból, köztük a Muséum d’Histoire Naturelle-ből is. Nagy reményekkel tért vissza Párizsba, ahol végre megfelelő helyről kinyilváníthatja hivatásának alapeszméit, beszélhet az egyetemes Krisztusról, főleg a fiatalabb generáció tagjainak, akik hozzá hasonlóan szeretnék áthidalni Isten és a világ, a hit és a tudás közötti szakadékot, ami a keresztény Nyugatot oly szerencsétlenné tette. Nemsokára azonban szertefoszlottak ezek a reményei. A II. világháború kitörésének előestéjén visszament Pekingbe.

### Peking – Az emberi jelenség című mű megalkotása (1939–1946)
Kényszerű emigrációjának igazi eredménye: Az emberi jelenség. A könyv már 1940-ben készen volt, a vatikáni cenzúra azonban nem engedélyezte kiadását. Teilhardnak még 1948. évi római zarándokútján sem sikerült felettesei álláspontját megváltoztatni.

### Visszatérés Európába – Látogatás az Egyesült Államokban – Afrikai, majd dél-amerikai kutatóutak – Utolsó hazalátogatása – Halála New Yorkban (1946–1955)
Sőt a Collège de France-on kilátásba helyezett tanszék elfogadását sem engedélyezték neki. 1950-ben a francia Tudományos Akadémia tagjává választották. Ugyanebben az évben adta ki XII. Piusz pápa a Humani generis enciklikát, mely elzárta az utat az emberi nem keletkezésére vonatkozó természettudományos elméletek túlzottan szabad terjesztése elől. Világossá vált, hogy ezzel a figyelmeztetéssel a legmagasabb helyen többek közt Teilhard de Chardin világképére gondoltak. 1951-ben Teilhard Dél-Afrikába, majd Argentínába és New Yorkba utazott, ahol a dél-afrikai út költségét fedező amerikai megbízó számára tervezte elkészíteni a beszámolót, de rendi vezetői azt tanácsolták, hogy maradjon New Yorkban és ott folytassa tudományos munkáját. Teilhard érdeklődése egyre inkább az afrikai ásatások felé fordul. 1953-ban még egy afrikai kutatóutat tett. 1954-ben feletteseinek engedélyével Franciaországba utazhatott, de a tervezettnél előbb újra visszatért New Yorkba, ahol 1955. húsvét vasárnapján agyvérzésben meghalt.
Eszméi a halálát követő évtizedek alatt utat találtak a modern katolikus gondolkodásba. Egyes gondolatai a II. vatikáni zsinat dokumentumaiba is beépültek. XVI. Benedek a 2009. július 27-én az aostai székesegyházban tartott homíliájában pedig éppenséggel így fogalmaz: „Ez Teilhard de Chardin nagy víziója: végül majd igazi egyetemes liturgiánk lesz, amikor a világmindenség átalakul élő ostyává.”

## Tanítása

### A teilhardi evolúcióelmélet
Teilhard szerint Jézus Krisztus az önmagára talált evolúció. A fejlődés Teilhard szerint az isteni szeretet energiának az anyagi valóságot egy transzcendens központ irányába rendező lendülete, egy „felfelé mutató tudathullám”,ami nem lehatárolt létszférákon (mozgásformákon) belül, nem csupán a társadalomban vagy az élővilágban valósul meg, hanem a világegyetem egészében.
A fejlődés lényege a ’jónak’ a növekedése a ’rosszal’ szemben. Teilhard a következő képszerű megfogalmazással fejezi ki ezt: „a világban minden létező annak a ’lejtőnek’ valamelyik pontján van, amely a homályból a fény felé emelkedik. Előtte: rá vár az erőfeszítés, hogy uralmába vegye és egyszerűbbé tegye saját természetét; mögötte pedig: könnyű ráhagyatkozás erőinek fizikai és erkölcsi szétesésére. Ha előre tart, a ’jóval’ találkozik: számára minden már szellemet jelent. Ha visszacsúszik, csak ’rosszat’ és anyagot talál a lába alatt. – Vagyis az ’abszolút rossz’ (azaz a semmi, a teljes sokféleség, amibe az ember visszahull) és a ’végső jó’ között (vagyis ama egyetemes összpontosulási központ között, ahová minden törekszik) rengeteg létezési fokozat van; bizonyára néhány magaslati szint választja el ezeket a fokozatokat (pl. ami az állatot az embertől, vagy az embert az angyaltól választja el), de ugyanazt az egyetemes mozgást rajzolják ki. S minden egyes foknak megfelel a ’jónak’ és a ’rossznak’, a szellemnek és az anyagnak sajátosan arányos mennyisége.”
Teilhard de Chardin a világegyetem fejlődését a következő alapelvekre vezeti vissza:  
1. A tudat elsősége, a nagyobb tudat abszolút értéke.
2. Hit az életben: a világegyetemnek célja van, és sem utat nem téveszthet, sem meg nem állhat útközben.
3. Hit az ’abszolútban’: a világegyetem célja nem más, mint az abszolút tökéletesség.
4. Az egész elsősége. Annak az ’abszolútnak’ a vonásai, amely felé emelkedünk, csakis az egésznek, valamiféle kitisztult, magas fokra szublimált, „tudatossá vált” ’egésznek’ vonásai lehetnek.[8]

A teilhardi fejlődés felfogásnak fontos elemei a kompenzáció törvénye és a teremtő egyesülés törvénye. A kompenzáció törvénye: minden ismert élőlényben minél magasabb rendű a psziché, annál bonyolultabb szervezethez kötődve jelentkezik. A teremtő egyesülés törvénye: az ’egy’ a ’sokfélének’ sorozatos egyesüléséből alakul ki; s az ’egy’ annál tökéletesebb, minél tökéletesebben központosított magában minél több ’sokfélét’. A lélek által egy testbe csoportosított elemek számára a többlét annyit jelent, hogy minél több elemmel minél jobban jut egységbe.
Teilhard de Chardin „Az emberi jelenség” című művében bemutatja, hogy a külsőleg a természeti törvényekre visszavezethető fejlődés, belső lényegét tekintve a Teremtővel való egységre törekvés. Teilhard szerint a fejlődéshez többletenergia szükséges, de ez a többletenergia nem származhat magából az anyagi világból. A rendezettség növekedése egyrészt az azonos rendű részecskék, elemek egymáshoz kapcsolódását jelenti, másrészt ez az egymáshoz kapcsolódás egy összetettebb és központosultabb állapotot eredményez. A kétféle mozgásban a tangenciális (fizikai) energiára és radiális (pszichés) energiára ágazó szellemi energia nyilvánul meg.

### Az ember megjelenésének jelentősége
„Az emberi jelenség” című művében Teilhard az ember színrelépésének azt a kettősségét nevezi az emberi paradoxonnak, amit úgy foglalhatunk össze, hogy „parányi alaktani ugrás; s egyszersmind hihetetlen felfordulás az Élet szférájában”.
Pusztán pozitivista szempontból az ember anatómiailag alig különbözik az emberszabású majmoktól, ezért a tudomány Linné felfogása alapján az embert is besorolja az állatok közé, az emberfélék vagy hominidák családjába. Mind a biológusok, mind a pszichológusok a fokozatosságot hangsúlyozzák az ember és az állatvilág között az anatómia felépítés illetve a psziché tekintetében. A tudósok nagyobb része inkább kétségbe vonja az ember és az előtte megjelent lények pszichéje közötti szakadék létezését.
Ahhoz, hogy az emberré válás jelentőségét felbecsüljük, látnunk kell ennek a folyamatnak három szintjét:
a)	Elemi szinten: az egyed emberré válása
b)	Filetikus (csoport) szinten: a faj emberré válása
c)	Globális szinten: a nooszféra kialakulása.
Az egyes szinteken pedig nem külsőleg kell megvizsgálni ezt a változást, hanem a benne megnyilvánuló belső tevékenységet, a gondolkodást is.
A lényeges különbség az ember és a legfejlettebb állatok között is az, hogy az ember „nemcsak tud, hanem azt is tudja, hogy tud". Az emberi gondolkodás nemcsak tükrözés, hanem a tudat önmagára visszaható képessége, amit talán jobban kifejez a reflexió szó. (Rezek Roman a magyar fordításban is Reflexiót használ Gondolkodás helyett.) E tevékenységével az emberi egyed önmagát a körülötte lévő világ központjává teszi. A gondolkodó lény megjelenésével „valójában egy teljesen új világ születik. Elvontság, észszerűség, hasznos döntések és lelemények, matematika, művészet, a tér és az időtartam kiszámított felmérése, a szeretet aggodalmai és álmai”, egyszóval az alig észrevehető külső változást a belső élettevékenység gyökeres átalakulása kíséri. Az ember ezért nem egyszerűen az állati fejlődés újabb fokozata, nemcsak fokozatbelileg különbözik az állatoktól, hanem ez a különbség – Teilhard szóhasználatával – természetbeli is.  Az ember és az állatok közötti lényeges pszichés különbség alapján az ember kialakulása nem lehet pusztán anyagi, biológiai folyamat. Egyrészt igaz, hogy a felsőbbrendű állatok pszichéje az ösztönök fejlődésének eredményeként, anatómiai felépítésük pedig a biológiai evolúció eredményeként egyaránt végtelenül közel áll az emberi pszichéhez és testalkathoz, mint ahogy a kúp csúcsa alatti pont is a csúcshoz. Másrészt, ahogy az egyetlen pontban összpontosuló csúcs mégis más minőség, mint a közvetlenül alatta lévő ponthoz tartozó metszet, ami körként a kúp aljával azonos minőségű, az ember is minőségileg különbözik, a pszichés és az anatómiai külsőben hozzá rendkívül hasonlító állatoktól.
Az állatvilág fejlődése nemcsak sejtek egyesülése, rendeződése, szervekké alakulása, az idegrendszer növekedése, a központi idegrendszer kialakulása, hanem a biológiai, anatómiai fejlődés mellett az ösztönök fejlődése is. Az emberi gondolkodás azonban lényegesen különbözik még a legfejlettebb állati ösztöntől is. A gondolkodás megjelenésével a központi idegrendszer már nemcsak az egyed testi szervezetének és pszichéjének irányító központja, hanem „szüntelenül egyre összefüggőbb és mind szervezettebb látókört épít ki” „az őt környező valóságokban”.  A gondolkodással az „Én” a környező világ központjává válik, megjelenik a személy és ezzel az élet egész felépítettsége módosul. A személy már nem olvad bele megkülönböztethetetlenül a csoportba, ő már valaki, aki a csoporton belül önálló gondolkodással rendelkezik, bár fejlődése továbbra is csoporton belül történik. Az egyén személlyé válása a csoport emberré válása által történt meg.
Az élet fájának egyik törzságán tehát megjelent az emberi faj, melynek további elágazódásai „és az ágak alakulása visszavezethetetlen a biológia általános szabályaira.” Az észlelhető szervi módosulásoknál sokkal gazdagabbak és árnyaltabbak a lelki változások. A tudat növekedésének kozmikus törvénye a gondolkodás megjelenéséhez vezetett az élővilágban. A tudatnövekedés tovább folytatódik. A szabad gondolkodás túl is mutat a fiziológiai élet követelményein. Ha elég érzékenyek vagyunk a gondolkodásnak erre a rajtunk túlmutató törekvésére, felismerhetjük, hogy valami önmagunknál nagyobb valóság van jelen és halad előre bennünk.
Az emberré válás egyedi szintjén a pszichén belül a tudat került előtérbe az ösztönökkel szemben, a többi emberhez való viszonyulásban pedig a psziché került előtérbe a biológia általános szabályaival szemben  "A tudat az élők során át emelkedik, eddig ennyit mondhattunk csupán – írja Teilhard –. Most viszont, hogy az Élet átlépte a Gondolat küszöbét, ... szabad tevékenységével határozottan túl is csap a fiziológiai élet követelményei által emelt korlátozó pontokon,..." 
Globális szinten az ember megjelenésével a tudat növekedésének folyamata immár a Föld bolygó felszínén is megjelenik. Hasonlóan, ahogy az élet megjelenésével kialakult a bioszféra, újabb rétege jelenik meg a bolygónak és válik egyre kiterjedtebbé, hogy napjainkban már a globális jelzővel illessük, a nooszféra.

## Mások a teilhardi evolúcióelméletről

### Boros László SJ[25]
Teremtés és fejlődés nem ellentétes valóságok Teilhard de Chardin számára. A fejlődés konkrét struktúrája nem más, mint Isten teremtési aktusának az ember felé fordított része. A teremtés tehát nem kész világba dobja bele erővel a dolgokat, hanem az egyes alakzatokat hagyja felemelkedni és létrejönni a lét öléből. S ez a fejlődés egészen az emberig megy, sőt még azon túl is. Teilhard számára a kozmosz fejlődési folyamatot jelent, amely évmilliárdokon keresztül fokozatosan és mind előbbre tapogatózva, az anyagnak folytonos komplikálódása és bensőségesítése által éri el a beteljesülést. Olyan folyamat ez, amelyben az ember az élet totális erőfeszítésének egyenes vonalában fekszik.
Az ember tehát – hangsúlyozza Teilhard – többé nem egy már tökéletes világnak változhatatlan középpontja, amint azt korábban hitte, hanem – amennyiben megtapasztalhatjuk – a világmindenség fejlődésének csúcspontjává lett, amely egy mindinkább növekvő szellemi bensőbbé-válás útján van. Az ember „az öntudatra ébredt fejlődés” – mondja Teilhard, Julian Huxley-t idézve, akivel teljesen egyetért e pontban. Az ember, a világ sorsát hordozza magában. A világmindenség életakarata zúg át rajta. Az ember maga azonban még nem tökéletes. Fejlődő lény. A hominizáció folyamata még nincs lezárva. Az ember még csak önkifejlésének elején áll. Olyan jövő előtt, amelyet tisztelni kell és mellyel nem lehet tréfálni. Az igazi emberséghez való hűség tehát a jövőhöz való hűséget is jelenti, a múlthoz és jelenhez való hűségen kívül. Az emberiségben már most megfigyelhető a fejlődés törekvésének ez a növekvése. Milyen jövő felé tart az emberiség? Teilhard így válaszol: minden erők összefogásának irányába.
A világmindenség mint fejlődési egység mindinkább összetart, mindjobban kiéleződik, vagyis kúp alakját veszi fel. Az emberben a fejlődési folyamat véglegesen összeszűkül. A fejlődés az emberben – a szellemi felé való áttörésével – egyszer és mindenkorra összesűrűsödött. Egy következetesen végiggondolt fejlődéstan fényénél a mai idők az emberiség történetének fordulópontjaként jelennek meg. Az egyedek kezdenek egymás felé sodródni. Szellemi kötések sűrű hálója szövődik köztük. Csoportok, egységek, népek és népcsaládok mind átlátszóbbakká lesznek egymás számára, mindig nyíltabbak, őszintébbek, mindinkább képesek az egymással való életre. Teilhard szerint egy planetáris „önmagáragyüremkedés” folyamatával állunk szemben, az emberiségnek mindent átfogó összefonódásával. Az embernek ezek a törekvései azonban nem veszélyeztethetik a személyiségnek elidegeníthetetlen értékeit. A kozmikus fejlődés legfőbb eredményét, az emberi személyt, nem szabad elnyomniok és totalitarizmusba vezetniök. Az emberiségnek tisztán jogi-politikai egyesülése nem elégítheti ki az emberi lélek mélyén ébredt vágyat az organikus egységre.
A világmindenség végső törekvése tehát, amelynek az emberiségben kell végbemennie, egyedül az emberiségen belül nem történhetik meg. Teilhard de Chardin számára csak egy lehetőség marad nyitva: az emberiségnek olyasvalami által kell eggyé válnia, ami meghaladja az egész emberiséget, ami egyszersmind személyes lény és így minden ember számára biztosíthatja személyi egyediségét és ami ugyanakkor egyesíteni tudja az összes embereket is, vagyis – konkrét és egyedül igazi nevén nevezve – Istenen keresztül. „Nézetem szerint – mondja Teilhard – itt merül fel a fejlődést kutató tudomány számára Isten problémája; mert csak így tud ez a fejlődés továbbra is előrehaladni: Isten, a fejlődés gyűjtőpontja és feje.
Ezzel azonban még nem mondtuk ki a Teilhard-i világértelmezésnek végső és tulajdonképpeni mondanivalóját. A világmindenség fejlődése nem egyszerűen a transzcendentális Isten, hanem az Istenember felé tart. Ha az emberiség a fejlődés utolsó nagy ugrását – az Istennel való egyesülést – meg akarja tenni, akkor az Isten és ember közötti abszolút transzcendencia űrét át kell hidalnia, akkor valakinek lennie kell, aki Isten is és ember is egyszerre, aki ugyanakkor olyan hatalmas is, hogy önmagába – önnön testébe – az egész emberiséget felveheti. A gyűjtőpont, a fejlődés Omega-pontja tehát az Istenember, aki feltámadott állapotban él, vagyis a legáthatóbb, pneumatikus nagyság; a megdicsőült Istenember, aki valóságának teljességét az eggyé-lett emberiségből építi fel. Ha ezt a világszemléletet néhány mondatban akarjuk összefoglalni, akkor nem tehetünk jobbat, mint hogy idézzük Teilhard egy kis írásának „Comment je crois” (Hogyan hiszek) kezdősorait: „Hiszem hogy a világmindenség fejlődés. Hiszem, hogy a fejlődés a szellem irányába tart. Hiszem, hogy a szellem a személyben teljesül ki. Hiszem, hogy a személy beteljesülése az egyetemes Krisztus.”
Talán a legdöntőbb mindebben: Pierre Teilhard de Chardin-ben olyan ember áll előttünk, aki a világot ismét vallásos meghatódottsággal tudja szemlélni, aki Istennek új világ-közelségét érezte meg, mégpedig azt az Isten-közelséget, amely egyedül adatott meg az embernek, ti. Isten közelségét Jézus Krisztusban. Ez a tény nem fordítható többé visszájára. Ezzel a keresztény gondolkodáson belül olyan mozgalom indult meg, amely a világmindenséget krisztocentrikusan kezdi szemlélni. Ha később talán ki is tűnik, hogy Teilhard de Chardin gondolatai pontatlanok, túlhaladottak, sőt talán hibásak is, mégis ez az irányvonal fogja a jövő nemzedék keresztényeit, az „új ember”-t meghatározni. Világképünk változásának, amely Teilhard de Chardin-nél mutatkozik, mély és messzire ható következményei lesznek. Az egész embert érinti ugyanis, ön- és világ-megértésével egyetemben, sőt ahhoz való viszonyát is, akit Istennek nevez.

### Nyíri Tamás[26]
Az evolúció kozmikus világfolyamat, az egységesülő fizikai és szellemi valóságnak időbeli és térbeli alakulása az ősatomtól az Ómega pontig. A fejlődést folyamatosság és megszakítás jellemzi. Ugyanaz a folyamat folytatódik, de ugrásszerű megszakítások mennek benne végbe. A fejlődés folyamatában az élet kiemelkedése és a reflektáló tudat megjelenése alkotja a két nagy szakítást. Az ugrás magyarázza meg, hogy az ember – bár az emberelőttitől származik – egyúttal összehasonlíthatatlanul több annál.
Az evolúció tehát haladás. A biológia fejlődésen végigvonuló vörös fonal a ""kefalizáció"", az agy kialakulása. A központi idegrendszer és a tudat kifejlődése közötti párhuzamot a bonyolódás törvénye fejezi ki. Az anyag és az élő fejlődése folyamán egyre fokozódik az összetettség: ez a folyamat az entrópia növekedésével ellentétes irányú, a közösségbe szerveződés pedig a szocializálódás magas fokára emeli az emberiséget. A fejlődés az emberben eljutott a tudatig és a szabadságig. A további fejlődést a szabadság növekedésének kell tekintenünk. A világ alapjában szabadság jellegű, mert már az ősi elrendeződésben is felbukkan a véletlen, meg valami preferenciális igény, ami a „valószínű” (fizikai értelemben) ellenében működik.
Az evolúció megfordíthatatlan folyamat, nem várható tehát korunkban az emberiség pusztulása. Tagadhatatlan azonban, hogy a tudatossá vált fejlődés során az ember maga veszi kézbe saját fejlődését. A fejlődés felelős tevékenységre és a jövőbe vetett bizalomra szólítja fel az embert. Keresztények és nem keresztények összefogása szükséges, hogy a modern világ legyőzze aggódását és nyugtalanságát. Az emberiség jövőjéért végzett közös munka biztató jelekre támaszkodhat: a történelem folyamán nem volt még sohasem ekkora vágy az egység, az igazság és az igazságosság után, mint napjainkban.
Az egységet nem elvonatkoztatott eszmény, hanem a teljes emberi kapcsolat, a szeretet valósítja meg. Következésképpen Krisztus az, aki összekapcsolja és egyesíti az emberiséget.

### Szabó Ferenc SJ[27]
Teilhard víziójának filozófiai alapja a „teremtő egyesülésről” szóló elgondolása. A Világmindenségem I. része azokat az alapelveket foglalja össze, amelyekre erkölcsi és vallási (krisztológiai) gondolatvilágra épül. Ezek az elvek: a tudat elsősége, hit az életben, hit az abszolútban, az egész elsősége.
Teilhard az egyetemes világfejlődést a szellem növekedésének tekinti. A világfejlődés, a teremtő egyesülés végpontja az „Ómega”. Mondanivalója lényegét ő maga így foglalja össze: a) A kinyilatkoztatott Krisztus nem más, mint az Ómega. b) Krisztus Ómegaként mutatkozik minden dologban, megtapinthatónak és kikerülhetetlennek. c) Mivel Krisztus Ómega lett, ezért Megtestesülésének küzdelmes munkája révén Reá hárul a feladat, hogy meghódítsa és lélekkel járja át a Világegyetemet.
Nincs itt szó önkényes konkordizmusról, vagyis a kinyilatkoztatás és a modern világkép erőltetett összeegyeztetéséről. Természetesen az evolúció a modern kor felfedezése. De ma már a teremtést nem képzelhetjük el statikusan, tehát mintha a világ Isten teremtő aktusára egy csapásra készen jelent volna meg. Ha a világot állandó teremtésnek fogjuk fel, egyáltalán nem kerülünk ellentétbe a teremtés hitével, hiszen a teremtett lény állandóan, létében függ a teremtő Aktustól. Nos, ha Isten mindent Krisztusban és Krisztusért teremtett, és minden Krisztusban áll fenn, ahogy a Kol 1. Krisztus-himnusza tanítja, akkor azt mondhatjuk, hogy a fejlődő világegyetem Ómegája nem más, mint Krisztus; a teljes Krisztus, aki Testében – az Egyházban és annak kiszélesedésében – növekszik a Pléromáig, a végső beteljesedésig. Ilyen értelemben beszélhetünk „krisztogenezisről” amely – Teilhard szerint – az antropogenezis folytatása más szinten, természetfeletti síkon.
Teilhard „pánkrisztusi” tanában nem kell burkolt panteizmust keresnünk. Ő maga vigyázott arra, nehogy ilyesmit véljenek felfedezni nála. „Egyetemes Krisztusa” nem valamilyen „genezis” szülötte, hanem a Názáretben született, kereszten meghalt, majd feltámadt történeti Krisztus folytatása, „kiterjesztése”, ahogy ő mondja. Tehát arról van szó, hogy Teilhard teljes következetességgel – a hit merész szárnyalásával – kitágítja látókörünket: megmutatja annak a Pantokrátornak kozmikus és felmérhetetlen hatásait, akiért minden lett, akiben minden fennáll, és aki majd visszaviszi a mindenséget az Atyához, hogy Isten legyen minden minden (ekbe)n.

### Henri Boulad
A teilhardi evolúcióelméletet P. Henri Boulad S. J. „A komplexitás és tudat törvénye” cimszó alatt foglalta össze „Evolúció és jövő (Teilhard de Chardin távlata)” című előadásában, ami magyarul a „Szív okossága” c. kötetben jelent meg.
Teilhard „látja” a világ törekvését a sokaságból az egységre. Megállapítja, hogy az evolúció törekvése nem más, mint az a mély vágy, hogy a sokfélét visszavigye az egyhez, vagyis a sokaságot az egységhez.
Mikor Teilhard megállapítja, hogy a világ mozgásban van, követelménynek mondja, hogy ez a mozgás célirányos és olyan céllal rendelkezik, amit egy szép napon el is fog érni. Azzal, hogy Teilhard felismeri, hogy a világ úton van, követelmény a cél is. Minden, ami áramlik, cél felé tart. Minden, ami mozgásban van, el akar érni egy határozott helyet, vagy állapotot. Minden mozgásban lévőt vezérel mozgásában valami tényező. A cél igazi valami! Sokkal igazibb, mint az elindulás, és az evolúciónak ez a célja belülről vezet minden mozgást, annak kezdetétől.
Teilhard követelménynek mondja a történelemnek ezt a célját, éspedig, mint valami ténylegességet, szükségességet. Ez a cél igazabb, mint minden életjelenség, amit látunk, amit megfoghatunk: az OMEGA-pont ez, amely csúcsa és koronája minden alakulásnak, célja a világtörténésnek, az a pont, amelyben az élet szerpentinútja tetőzéshez ér és amely konvergenciapont, mert benne a világ minden eleme egybetalálkozik és általa egységesül. Minden mozgást, amit mi megfigyelhetünk, ez az egységvágy hordoz, mert a világ elemei érzékelik ezt a pólust… Ez földünk nosztalgiája!
Antoine Lavoisier francia kémikus a 18. században felállított egy törvényt: Semmi nem vész el, semmi új nem keletkezik. Ezt a modern tudomány cáfolja. Azt mondják: Ha ez a törvény találó is a vegyi jelenségek makroszkopikus területén, már nem érvényes az atomvilág mikrojelenségeire. Észlelt ugyanis a tudomány a világban egy jelenséget, amelyet entrópiának nevez. Ezalatt bizonyos energiaveszteséget értenek. Erre Teilhard azt mondja: Helyes! Van a világban egy bizonyos energiamennyiség, amely meghatározott vegyi, fizikai reakciók következtében csökken.
[Teilhard] két energiaformát különböztet meg: I. A. tangenciális, vagy fizikai energiát („külső”-nek is nevezi) és II. a radiális, vagy pszichikai-lelki-szellemi energiát („belső”-nek is mondja). Beszéltünk az entrópia-törvényről, az energiafogyásról. Ez a tangenciális, vagy fizikai energia, amely a világon lassan kimerül. Ez fölemésztődik, ereje elenyészik éppen úgy, mint az elektromosság ebben az előadóteremben ma este. Csakhogy a „tangenciális energia mögött ott van a radiális” – mondja Teilhard – mert ez a fizikai energiaveszteség most szellemileg kiegyenlítődik a nagyszámú emberi agyban, mert a tudat nő és ezáltal a radiális, vagy a szellemi energia egy kis quantumocskával több lesz a világon. Teilhard szerint e két energiaforma között egy folytonos kicserélődés megy végbe és végül is a világ radiális energiája növekvőben van.
Aki Teilhardra akar hallgatni, annak nyomban a kiindulásnál az energiák megkülönböztetését kell elfogadnia, különben nem visz tovább az út. Aki egyetlen energiaformához ragaszkodik, az elakad, nem marad neki más hátra, mint hogy Jean Rostand-t kövese: A világ tervtelen és céltalan kaland, amely nem vezet máshová, mint az egyetemes halálba. Teilhard ennek eleve és igen erőteljesen ellentmond. Neki a radiális, vagy pszichikai-szellemi energia tapasztalati tény. Nem külső, hanem benső tapasztalaté, amelyet bármelyikünk megtehet. Lelkünk tudja, hogy van „több”, hogy a fizikai energia nem minden és nem csupán önemésztő, amely egyszerre bennünket is magával visz. Nem! Mert az evolúció egész mozgása energiacsere. Amilyen valóságos az egyik elfogyásának ténye, egy más szinten olyan valóságos a másik állandó emelkedésének a ténye is. Ez a haladás el akarja érni tetőpontját és amikor kulminál, erejét veszti a halál. Teilhardnak a halál feletti győzelem ennek a tetőzési pontnak az elérésében, mint végső állapotban fog állni. Ez a radiális energia a maga teljes egészében összegyűjtve és koncentrálva az OMEGA pontban. Itt, ebben a pontban, az OMEGÁBAN, találja végleges megoldását a halál kérdése, mert ez az ő megsemmisülése.
Az atom az elemi részecskéket hozza egységbe, a molekula az atomokat hozza egységbe, a sejt a molekulákat hozza egységbe, az organizmus a sejteket hozza egységbe, a falu az embereket hozza egységbe, a főváros a falvakat és városokat hozza egységbe.
A mi évszázadunk [a 20. század] most belépett a planetáris stádiumába és Földünket akarja egységbe hozni egy világkormányzat és egy hézagtalan, földrészek közötti közlés, érintkezés által. Az emberek jövője attól a hídtól függ, ahogyan egymással kapcsolatban vannak, attól, hogy tudatosan összekapcsolódnak-e, attól, hogy egyetlen organizmusnak fogják-e fel egymást és hogy akarnak-e együttműködni.
Puskás Attila
Az evolúció határozott irányú folyamat, melynek során – a tapasztalati tények alapján megállapítható – tökéletesedés megy végbe, legalábbis a kibontakozás fő medrében. Teilhard látószögében az evolúció felfelé, a magasabb létszint felé törekvés folyamata, melynek során az emberben megjelenik a reflektáló szellem. Ez az iránya a fejlődésnek.
Mindig sok és sokféle elem szerveződik egyre bonyolultabb, de éppen ezért egyre központosultabb és szervesebb egységbe, mely egység nem szünteti meg a részek sajátosságait, hanem feltételezi és megkívánja különbözőségüket. A minőségileg új mindig valami felsőbb szinten megvalósuló új szintézis. Minél több(féle) elem minél központosítottabb, szerves egységbe fűződik, annál nagyobb az új szintézis léttöbblete. Az evolúció tehát a sokaság újat alkotó egyesítése; differenciáló egyesítése, szintetizálása.
A szintézis sohasem érthető s még kevésbé levezethető pusztán az alkotórészekből, illetve azok összességéből. Teilhard új módszert javasol: induljunk ki a legmagasabb szintézisből, hogy megérthessük az előzményeket. A legbonyolultabb és legközpontosítottabb anyagi egység-szintézis az ember, aki reflektáló tudattal rendelkezik. Minél nagyobb az anyagi sokaság bonyolultsága és központosított egysége, annál szellemibb az egységesítő-szintetizáló elv.
Nemcsak a bonyolódás és differenciáló egységesülés önmagában vett jelenségének magyarázata esik kívül a természettudomány illetékességén, hanem az a jelenség is, hogy noha megszámlálhatatlan alkalommal minden esély megvolt arra, hogy a magasabb tökéletességet képviselő létező típusa az alacsonyabbak hatásainak játékszereként végleg eltűnjön, hogy a vak véletlenek játékának áldozatává váljék, s így a fejlődés folyamata megszakadjon, ténylegesen mégsem ez történt. A miértre lehet úgy válaszolni, hogy valaki egyszerűen a vak véletlenek szerencsés játékára, vagy a nagyszámok törvényére hivatkozik, de úgy is, hogy az evolúció történését egy végső célra irányító gondviselő Isten felől értelmezi. Teilhard ez utóbbi mellett voksol. Indoklása szerint az ember csak akkor nem veszíti el kedvét, lendületét az evolúció történésének immár tudatos és szabad folytatására, ha hiheti, hogy ő maga, élete, mindaz, amit alkot s végső soron az emberiség története maradandó sikerrel végződik. Ezt az ígéretet, a sikerért való kezeskedést azonban csakis olyan Hatalom teheti és adhatja meg neki, amely uralma alatt tartja az időt és a véletlent.
Teilhard a léttöbbletek kialakulását s így magát a fejlődést is a magasabb központosítottságot és bonyolultságot mutató szintézisek létrejöttében ragadja meg. Ezt a történést nevezi teremtő egyesítésnek (egyesülésnek) mivel az új léttökéletesség éppen a nagyobb számú és sokféle részelem magasabb fokú egységbe szervezése, egyesítése révén keletkezik. Isten transzcendens okként arra képesíti az általa teremtett létezőket, hogy a szétszórt sokaság állapotából a mind nagyobb szervezettségű szintézisek állapotába jutva valódi léttökéletesség-növekedést, igazi fejlődést eredményezzenek saját egyesülő tevékenységük által.

## Magyarul megjelent művei
- Benne élünk. Az isteni miliő. Tanulmány a belső életről; ford. Rezek Román; Ahogy Lehet, Párizs–Bécs, 1965
- A Mindenség himnusza; ford. Rezek Román; Ahogy Lehet, Sao Paolo, 1966
- Az emberi energia; ford. Rezek Román; Ahogy Lehet, Sao Paolo, 1966
- Tanulmányok, 1-6.; ford. Rezek Román; s.n., Sao Paolo, 1967–1973
- Teilhard de Chardin levelei. Részletek; ford. Rezek Román; Ahogy tetszik, Sao Paolo, 1967
- Benne élünk. Az isteni miliő. Tanulmány a belső életről; ford. Rezek Román; Ahogy lehet, Párizs–Bécs, 1967
- Az emberi jelenség; ford. Rezek Román; Ahogy Lehet, Sao Paulo, 1967
- Az emberi jelenség; Occidental Press, Washington, 1968
- Hit az emberben. Válogatott tanulmányok; ford. Dienes Valéria, bev. Rónay György; Szt. István Társulat, Bp., 1969
- A több-lét felé. Irányelvek Pierre Teilhard de Chardin közölt vagy még kiadatlan írásaiból; ford. Rezek Román; s.n., Sao Paulo, 1970
- A mindenség himnusza; ford. Rezek Roman; Ahogy Lehet, Sao Paolo, 1970
- Hogyan hiszek?; ford. Rezek Román; szerzői, Sao Paulo, 1970
- Az emberi energia; ford. Rezek Román; Ahogy Lehet, Sâo Paolo, 1971
- Tudomány és Krisztus; ford. Rezek Román; Instituto Social Morumbi, Saő Paulo, 1972
- A jövő irányai; ford. Rezek Román; s.n., Sao Paulo, 1973
- Az emberi jelenség; ford. Bittei Lajos, Rónay György, bev. Tordai Zádor, jegyz. Bittei Lajos; Gondolat, Bp., 1973 (Gondolkodók)
- A pap / A szeretetről / Mise a világ fölött; ford. Bozóky Mária; Ecclesia, Bp., 1974
- Teilhard Naplója. A Notes et Esquisses első öt füzete. 1915. aug. 6.–1919. jan. 4.; bev. Karl Schmitz-Moormann, ford. Rezek Román; fordítói, Sao Paolo, 1975
- Írások a háború idejéből. 1916–1919; ford. Rezek Román; fordítói, Sao Paolo, 1975
- Az anyag szíve; ford. Rezek Román; s.n., Sao Paolo, 1976
- Teilhard de Chardin bizalmas levelei Auguste Valensin-hez, Bruno de Solages-hoz és Henri de Lubac-hoz. 1919–1955; bev., jegyz. Henri de Lubac, ford. Rezek Román; s.n., Sao Paulo, 1976
- Teilhard de Chardin baráti levelei. 1948–1955; közread Pierre Leroy, ford. Rezek Román; fordítói, Sao Paulo, 1977
- Teilhard levelei Ravier-hez; ford. Rezek Román, jegyz. Henri de Lubac; fordítói, Sao Paulo, 1978
- Út az Ómega felé. Válogatás Teilhard de Chardin műveiből; ford. Rezek Román, vál., szerk., jegyz. Golen Károly; Szt. István Társulat, Bp., 1980
- Teilhard önmagáról; bev. Szabó Ferenc, életrajz Votisky Éva, ford. Rezek Román; Agapé, Szeged, 1999 (Mai írók és gondolkodók)
- Az emberi jelenség; ford. Bittei Lajos, Rónay György, bev. Szabó Ferenc; Magyar Könyvklub, Bp., 2001 (Írók, költők, gondolkodók)
- Benne élünk; ford. Rezek Román, bev. Szabó Ferenc, sajtó alá rend. Gyorgyovich Miklós; Szt. István Társulat, Bp., 2005 (Szent István könyvek)

### Könyvek
- ↑ A szív okossága: Boulad SJ., P. Henri. A szív okossága. Ecclesia Kiadó, Budapest (1988). ISBN 963363492x
- ↑ A filozófiai gondolkodás fejlődése: Nyíri Tamás. A filozófiai gondolkodás fejlődése. Szent István Társulat, Budapest (2001). ISBN 9633612853
- ↑ Teilhard önmagáról: Szabó Ferenc SJ. Teilhard önmagáról. Agapé Kiadó. Szeged (1999). ISBN 9634581757
- ↑ Benne élünk: Teilhard de Chardin, Pierre. Benne élünk. Szent István Társulat, Budapest (2002). ISBN 9633616689 A bevezetést írta Szabó Ferenc SJ
- ↑ Az emberi jelenség: Teilhard de Chardin, Pierre. Az emberi jelenség. Gondolat Kiadó. Budapest (1980). ISBN 9632809394
- ↑ Jézus a Krisztus: Kasper, Walter. Jézus a Krisztus. Vigilia Kiadó, Budapest (1996). ISBN 9637964304
- ↑ A teremtés teológiája: Puskás Attila. A teremtés teológiája. Szent István Társulat, Budapest (2010). ISBN 9789633618189

### Internetes források
- ↑ Boros László SJ: Reményből élünk – A keresztény ember jövője. Elérhető a szegedi piaristák honlapján: http://www.szepi.hu/irodalom/vallas/boros/remeny
- ↑ Magyar katolikus lexikon http://lexikon.katolikus.hu/